# Richard Spruce

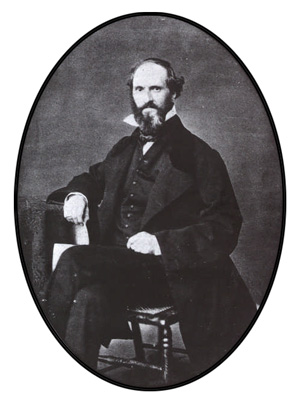
Richard Spruce

Richard Spruce (* 10. September 1817 in Ganthorpe, Yorkshire, England; † 28. Dezember 1893 in Coneysthorpe, Yorkshire) war ein englischer Botaniker und Naturforscher. Er wurde bekannt als Spezialist für Bryophyta (Moose) und durch seine 15-jährige Südamerika-Expedition. Sein offizielles botanisches Autorenkürzel lautet „Spruce“.  

## Leben
Richard Spruce wurde am 10. September 1817 in Ganthorpe, in der Nähe von Castle Howard, in Yorkshire als Sohn eines Lehrers geboren. In den Jahren 1839 bis 1844 war er als Lehrer in York angestellt. Nach Exkursionen in Irland und nach einer Expedition in den Pyrenäen von 1845 bis 1846 war er als Fachmann für Moose und im Besonderen für Lebermoose anerkannt. Er fand und beschrieb immer wieder unbekannte Arten. Seine Expeditionen finanzierte er durch den Verkauf gesammelter Exemplare an Museen.
Obwohl er immer wieder gesundheitliche Probleme hatte, machte er sich 1849 zu einer Expedition nach Südamerika auf. Dort erforschte er, zeitweise gemeinsam mit Alfred Russel Wallace und Henry Walter Bates, die Flora des Amazonas und der Anden. Die gesammelten Exemplare schickte er nach England an die Royal Botanic Gardens im Südwesten von London. Er verbrachte insgesamt 15 Jahre in Brasilien, Venezuela, Peru und Ecuador. In Ecuador suchte er Samen des Chinarindenbaumes zu beschaffen, aus dessen Rinde das Anti-Malaria-Mittel Chinin gewonnen wurde. Es gelang ihm, im Auftrag der Regierung Samen und Jungpflanzen nach Indien zu schicken. 
Durch seine Pflanzen-Sammlungen und die detaillierte Beschreibung der einzelnen Arten erweiterte er das Wissen über die Flora des Amazonas. Er war ebenso ein aufmerksamer Beobachter der indigenen Bevölkerung und lieferte präzise Beschreibungen von deren Lebensweise und Kultur.
Erst 1867 kehrte Spruce nach England zurück. In den folgenden Jahren wertete er seine Sammlungen aus, soweit es seine Gesundheit zuließ. Zeitweise war es ihm nicht möglich, mehrere hundert Meter zu gehen oder ein Mikroskop zu benutzen. Richard Spruce starb in Coneysthorpe, Yorkshire, England am 28. Dezember 1893.

## Ehrungen
Nach Spruce sind die Pflanzengattungen Neosprucea Sleumer aus der Familie der Weidengewächse (Salicaceae), Sprucina Nied. aus der Familie der Malpighiengewächse (Malpighiaceae) und die Moosgattungen Sprucea Wilson & Hook.f., Spruceanthus Verd. und Sprucella Steph. benannt.

## Schriften (Auswahl)
- Beiträge zu Phytologist, einer monatlichen Zeitschrift für britische Botanik; London Journal of Botany;  Transactions of the Botanical Society of Edinburgh
- Hepaticae of the Amazon and the Andes of Peru and Ecuador. 1885 (online).
- Notes of a Botanist on the Amazon and Andes. Hrsg.: Alfred Russel Wallace, 2 Bände, Macmillan and Co., London 1908 (doi:10.5962/bhl.title.102215).
  - Aufzeichnungen eines Botanikers am Amazonas und in den Anden. deutsche Übersetzung von Michael Uszinski, Verlag der Pioniere, Berlin [2019], ISBN 978-3-941924-07-9